# لوئیس هایبت
لوئیس هایبت (انگلیسی: Lois Haibt؛ زادهٔ ۱۹۳۴) یک دانشمند رایانه اهل ایالات متحده آمریکا است. وی به دلیل عضو تیم ۱۰ نفره آی‌بی‌ام که زبان فورترن، اولین زبان برنامه‌نویسی سطح بالا موفق را توسعه دادند و به عنوان یک پیشگام اولیه در علوم رایانه شناخته می‌شود.